# 国民革命军炮兵第六旅
國民革命軍炮兵第六旅（第一战区炮兵指挥部），是东北军炮兵的最后旅级炮兵指挥机构，也是张学良的起家部队，精英部队；这支部队在西安事变拒绝了张学良的命令，在抗日战争中饯行了张学良的理想，直战斗到抗战胜利。

## 沿革

### 组建
1935年3月，國民革命軍成立炮兵整理处。同年6月9日，蒋中正命全国骑兵、炮兵、工兵等特种兵，均归陈诚督导整理。关于炮兵部队，陈诚决定把炮兵将现有可用火炮457门编成两团制独立炮兵旅4个、独立团5个、独立营4个。
1936年春天，國民革命軍炮六旅成立，旅长黄永安集中了编余的全国之克虏伯1903型75mm野战炮（包括仿造的三八式75野炮），共两团72门（占全国75mm以上火炮总数六分之一），分别是中央军炮七团（驻河南彰德府）、原东北军炮12团（驻洛阳西工）。

### 沿革
炮12团是张学良的起家部队，装备克虏伯式75mm野炮，其为东北军发展的母体之一。东北军的一大特点是极其注重教育，不爱用行伍出身的军官，喜欢有文化的学生，所以其技术兵种素质冠于全国。张学良是讲武堂一期炮兵科出身，而且得到了邹作华这样的炮兵人才，任命其为炮四团团长（炮12团），隶属于起家部队第二旅，炮四团在各方面都成为了三方面军的标杆团队，后东北军成立炮兵军，邹作华任军长。与此同时大批炮兵军官亦随之走上前台，如吴克仁（保定炮五期）、刘翰东（保定炮八期）、黄永安（保定炮八期）、王和华等人。

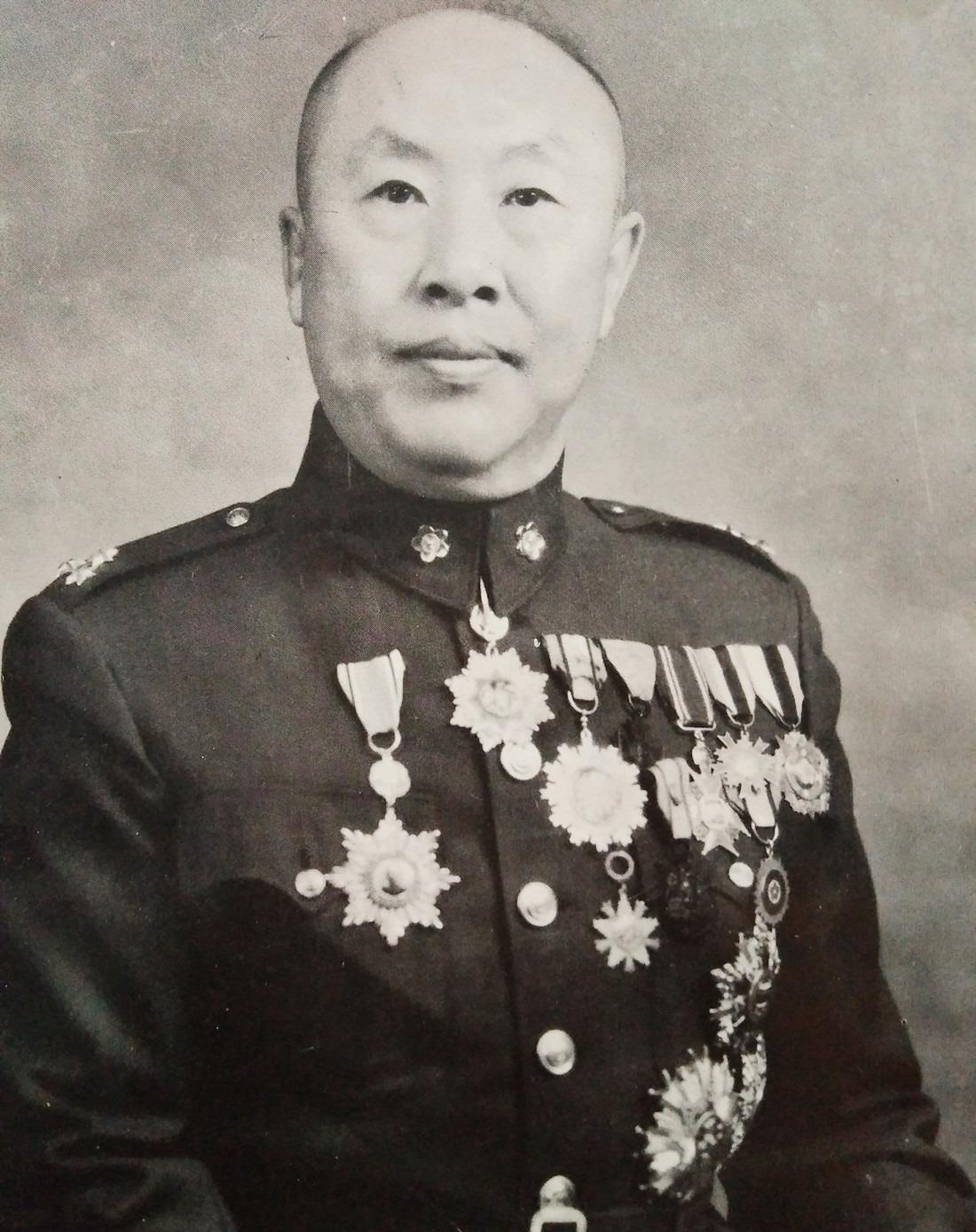

“东北军最厉害的是炮兵（张学良语）”，在东北军经历一系列挫折之后，十团之炮兵剩下了五个，三个炮兵旅变为两个，重炮八旅缩编为独立重炮十七团，炮八旅原旅长黄永安转任炮六旅旅长，下辖中央军炮七团和原独立炮兵第六旅的主力：炮十二团。

### 西安事变
西安事变时炮十二团与炮十七团均驻扎于洛阳西工营房，随黄永安拒绝执行占领洛阳的命令，保境安民。其间炮十二团有些不稳，因旅部紧挨着洛阳之各军政指挥机关，刘歭强烈要求先将炮六旅缴械，而黄永安与之相持不下；经不断祝绍周奔走折冲，与12月21日以捐赠的名义将枪械存于洛阳军校，而75野炮以训练为名拒不上交；第二天洛阳民众纷纷于旅部慰问炮六旅官兵，洛阳之各机关也终于松了口气，向南京报平安。
西安事变东北军炮兵损失很大，如炮十五团被包围缴械，连长以上除一人外均撤换。
王以哲将军被刺，黄永安赴西安料理丧事，将其副官杨之彦带回，安置在炮12团一营当连长；王以哲灵柩去北京路过洛阳，炮六旅全体军官前往悼念。

## 抗日战争

### 平汉路作战
双十二事变之后半年是77事变，张学良之起家部队终于越过了门槛，投身于洪流之中。抗战开始后炮七团闹独立，炮兵管理处将其调出，以重炮十七团补入，如此炮六旅实际上成为原东北军重炮八旅（旅长亦黄永安）与炮六旅的合编，精华尽收其内。
该部于七月七日早晨九点得到军政部命令北上保定抗敌。旅长黄永安因曾授课于平汉路沿线车站站长副站长，均是熟人，火车将炮六旅直接运至离保定最近之区域（保定遭日军轰炸）。第二天得到刘歭命令，配属于黄杰第二师；各部于保定开始撤退后，炮六旅才得到参谋次长林蔚之命令，撤往石家庄组织防御。
因道路阻塞，重炮行动迟缓，炮六旅逐渐成为后卫，路遇东北军53军万福麟部，骑兵，步、骑、炮挤在路上无法通行，只得停下继续等待。
黄永安命炮17团机枪营之24挺机枪与炮十二团两门克虏伯野炮组成6队骑兵，干脆以自己力量独自断后，日军先锋被野战炮和机枪突然打击不敢冒进，炮六旅于夜间缓缓而行；一门野炮陷入泥中经一夜抢救无效放弃。
至石家庄后稍作休整参加正定之战，20集团军司令商震为东北军旧部，正定守城141师师长宋肯堂为黄永安保定军校同班（保定八期炮科），此战炮六旅终于放开手脚。
宋肯堂为正定本地人，陪黄永安一起勘察地形，炮六旅建立测地网，进行了三天以上的充分准备，将炮兵观测所设于城东北角，而后日军发现这一点，将此处作为突击的主要方向。
十月7日起，炮六旅以150mm重炮营和75mm野战炮全团参战，75野炮二营进入正定城，一三营在滹沱河南岸布防，归炮十二团团长刘震寰统一指挥；炮六旅炮弹充足，打击敌（14师团）一昼夜，对面之土肥圆十四师团炮兵亦强大。
10月9日日军全力攻上北面城墙，然后沿城墙攻击城东北角炮六旅观测所，炮兵军官有的被日军炮火埋于土中，随后与日军展开近战，二营营长张兴华持手枪不退，后弹尽战死。</ref>
旅长黄永安最担心的是撤离问题，野炮营之75mm克式野炮须六匹马才拉得动，重炮营之150mm榴弹炮干脆连桥都过不去。黄永安提前请求参谋次长林蔚再架一座便桥，于夜间将野炮营从桥上通过；重炮营则直接下水，用长挽绳浮渡。炮六旅夜间撤退颇顺利一炮未丢；到石家庄后林蔚当面告诉黄永安，此战炮七团撤退时将全部参战火炮丢在了北岸。
1937年十一月初，重炮营随商震部参加安阳之战。
随后12团一营配属139师再战于卢氏；接下来一路艰难撤退，于野鸽营北面被横在路上的几百辆废弃车辆阻于路上，但官兵无人弃炮，经一夜忙碌清理道路，安全撤至黄河南岸；而中央军炮兵此战连轻便的山炮都弃之不顾，炮六旅官兵对此颇为不解。
随后炮六旅才得到命令，集结于郑州，属第一战区作战序列，受程潜指挥。

### 守卫黄河南岸
炮六旅以旅部兼第一战区炮兵指挥所，1939年训练总监部命令陕西一带炮兵统归第一战区炮兵指挥官训练校阅。
1943年夏，旅部撤销，至1944年一月第一战区炮兵指挥所（炮六旅）率所属炮兵保有河南腹地，日军自己也对重新修复黄河铁桥失去信心，同时第一战区炮兵在豫西与山西日军对峙，保护陇海线。
此间，因陇海线运输方便，巩县兵工厂炮弹供应便利，国军炮兵部队在第一战区炮兵麾下颇为活跃，先后参战的有炮五团、炮六团、炮九团（驻洛阳）、炮11团（原东北军炮兵，驻潼关与陕灵之间）、炮15团（原东北军，驻陕灵）等部。
而炮六旅原隶属的炮12团，或因野炮机动逊于山炮，且野炮优势在于射程较远，所以主力入陕，布置于韩城至潼关黄河西岸炮兵阵地；炮十七团仍在河南境内，守卫洛阳北部的黄河渡口。确定的分布为：
- 炮12团一个营级单位分配给第一军；[14]
- 炮12团一营于1944年期间驻守潼关（营长杨之彦）；[21]
- 炮12团2营六连（二营）驻守陕西河阳韩城之鱼腹口[22]；

- File:仝锡山.jpg

- 炮十七团主力驻洛阳北部之孟津县白鹤渡口。[23][24]

### 后续
1944年1月获军政部命令，各战区炮兵指挥部一律撤销，无任何后续安排，炮六旅指挥机构由此走向终结。旅长黄永安遣散人员后赴宝鸡任第九军副军长，各部随之调整；于此同时，日军架桥机运抵北岸重新架设黄河铁桥，三月底通车，五月份席卷河南，六月兵锋抵达潼关外围；此时原炮六旅各部随第八战区部队云集于灵宝前线，或驻守陕西河防，继续与日军作战；这支西安事变未执行张学良命令的东北军炮兵部队，虽在抗战中被不断拆分，但都顽强坚持到抗战胜利，随后湮没，再无人提及。